# Gabriel Daniel
Gabriel Daniel, född den 8 februari 1649, död den 23 juni 1728, var en fransk historieskrivare.
Daniel var först lärare i Rennes, blev sedan bibliotekarie i Paris och fick såsom sådan titeln Frankrikes historiograf. 
Daniel låg i häftig polemik med Blaise Pascal med flera i teologiska och filosofiska frågor. 
Av hans historiska arbeten är den klerikala Histoire de France (3 band, 1713) och Histoire de la milice francaise (2 band, 1721) de mest kända.